# 翁诗杰
翁诗杰（1956年11月22日—），马来西亚政治人物，人民复兴党党员，曾担任马来西亚交通部长、 高等教育部副部长、青年与体育部副部长、马来西亚国会下议院副议长、雪兰莪州班登国会议员、雪兰莪州安邦再也国会议员。为马来西亚华人公会前党员，曾经担任马华公会第八任总会长。

## 早期生活

### 出生
翁诗杰于1956年11月22日生于吉隆坡谐街，祖籍中國海南省文昌县冠南圩下坡村。
幼年家境贫困，父亲翁绍琛于1970年病逝后，由母亲陈木兰辛苦支撑下完成学业。妻子徐玉珍为教师。

### 教育与职业
早年毕业于尊孔中小学，1981年考获马来亚大学机械工程荣誉学士学位，为一名工程师，同年加入马华公会，开始政治生涯。
他在1986年出任李金狮政治秘书（该年陈群川因犯案跌马，辞卸总会长职，由林良实补上，李金狮也顺势成为署理总会长，并官拜部长职）。

## 文学创作
翁诗杰精通中、英、巫文，并能阅读爪夷文，是少数同活跃于政壇和文壇的政治人物。早在70年代，他便以笔名方野驰骋文壇，曾夺过数项小说比赛奖。
政治工作虽然令他忙得不可开交，但他并未因此搁下笔杆，多彩多姿的政治生涯，反而给了他活生生的写作题材。曾以作品《竞选十日》获得《花踪·报告文学》佳作奖。1994年出版短篇小说《赤道上的冬天》、时评集《浓雾中的航程》。1995年出版政论集《扬起政海良知的风帆》，1999年出版《打造新政治文化》，2000年出版《射雕人语》等书。

## 政治生涯

### 国会议员
1989年1月在安邦再也国会选区补选中获胜后，他在政壇上便平步青云。
1990年6月11日，他在国会下议院以107票对攻票，击退行动党大山脚国会议员陈庆佳，当选下议院副议长，递补维贞德兰辞职后留下的空缺至1999年。他是马来西亚自独立以来，出掌此职的第二位华裔国会议员。
1990年和1995年大选，他在安邦再也区重作冯妇，成功为马华守土。
在政治上，他经历不少风浪，但能化险为夷。他在1990年党选中击退挑战者张民星，成功卫冕。
1996年，他击败蔡崇继，蝉联马青总秘书，并在竞选马华中委时，以2277票，当选为最高票选的中委。
2022年大选，翁诗杰宣布复出加入民兴党并竞选班登国会议席。

### 入阁
1999年他以807票对604票击退陆垠佑，中选为马青总团长，在任期间曾发生马青803武斗事件。
1999年在原区蝉联国会议员，同年12月10日受委为青年及体育部副部长。
2004年马来西亚大选，当选为雪州兰莪班登国会议员，再受委为青年及体育部副部长。
2006年在内阁改组下，调任为高等教育部副部长。

### 复出竞选
2022年大选，翁诗杰宣布复出加入民兴党并竞选老巢班登国会议席但败给人民公正党拉菲兹落选。

## 马华总会长
2008年在第十二届大选中，马华公会遭到重挫，他则以2962张多数票，再次当选为班丹区国会议员，成为马华在雪、隆、森三州里硕果仅存的国会议员。较后，于2008年3月18日被委为阿都拉·巴达威内阁的交通部部长。
时任总会长的黄家定为马华的选举成绩而宣布引退，于10月18日举行的中央党选中，翁诗杰以超过六成的党代表支持，击败对手前卫生部长蔡锐明，当选为新任马华总会长，并马上面对马华自1949年成立以还，因大选重挫而产生的最严峻考验。 

### 党争
2009年继马华会长理事会基于党纪风化考量，议决开除早前涉及性爱光碟丑闻的党署理总会长蔡细历的党籍，党中央委员会复又将处罚减为冻结党籍，蔡细历遂发动党特别代表大会。
在党内外舆论与政治势力的交错夹攻下，翁诗杰于“双十特大”以14张微差票数被投予不信任票。由于同时寻求复职失败的蔡细历要求社团注册官介入诠释特大议案，翁氏遂下令召开二次特大，惟引起中委会部分中委的激烈争议。
其时，马华的署理总会长职已闹双胞，党已濒临大分裂。几经谈商，翁蔡达致和解，并提出大团结方案，试图力挽狂澜。

### 下野
2010年，蔡细历联同廖中莱与魏家祥等另一派系的马华领袖一起于3月7日党代表大会前集体呈辞，催生了3月28日的马华重选。在前总会长黄家定出人意表的参选下，翁诗杰在三角战中卫冕失败。马华总会长职遂由蔡细历接任。

### 退党
2017年3月2日，翁诗杰向媒体宣布退出马华公会。他在接受媒体访问时，表示党内任何有权势的高层都没有挽留他，并解释退党是因为他发现如今的马华与以往不同了。除此之外，他也表示在2013年马来西亚大选也没有提名他参选也是其中一个让其退党的原因。